# ParM
ParM是一种原核细胞骨架，是肌动蛋白在原核基因组中的同源物。R1质粒中携带了ParM基因，可利用杆状细菌的核糖体表达生成蛋白单体，其单体可结合到ParR上形成聚合体，聚合体能在细菌二分裂时将R1质粒固定到两端，确保在子代细菌中都保留R1质粒。